# Marysin (gmina Uchanie)
Marysin – wieś w Polsce położona w województwie lubelskim, w powiecie hrubieszowskim, w gminie Uchanie.
W latach 1975–1998 miejscowość należała administracyjnie do województwa zamojskiego.
Wieś stanowi sołectwo gminy Uchanie. Według Narodowego Spisu Powszechnego z roku 2011 wieś liczyła 73 mieszkańców i była 22. co do liczby ludności miejscowością gminy.
Wierni Kościoła rzymskokatolickiego należą do parafii św. Stanisława w Teratynie.